# Chrysomus
Chrysomus là một chi chim trong họ Icteridae.

## Hình ảnh

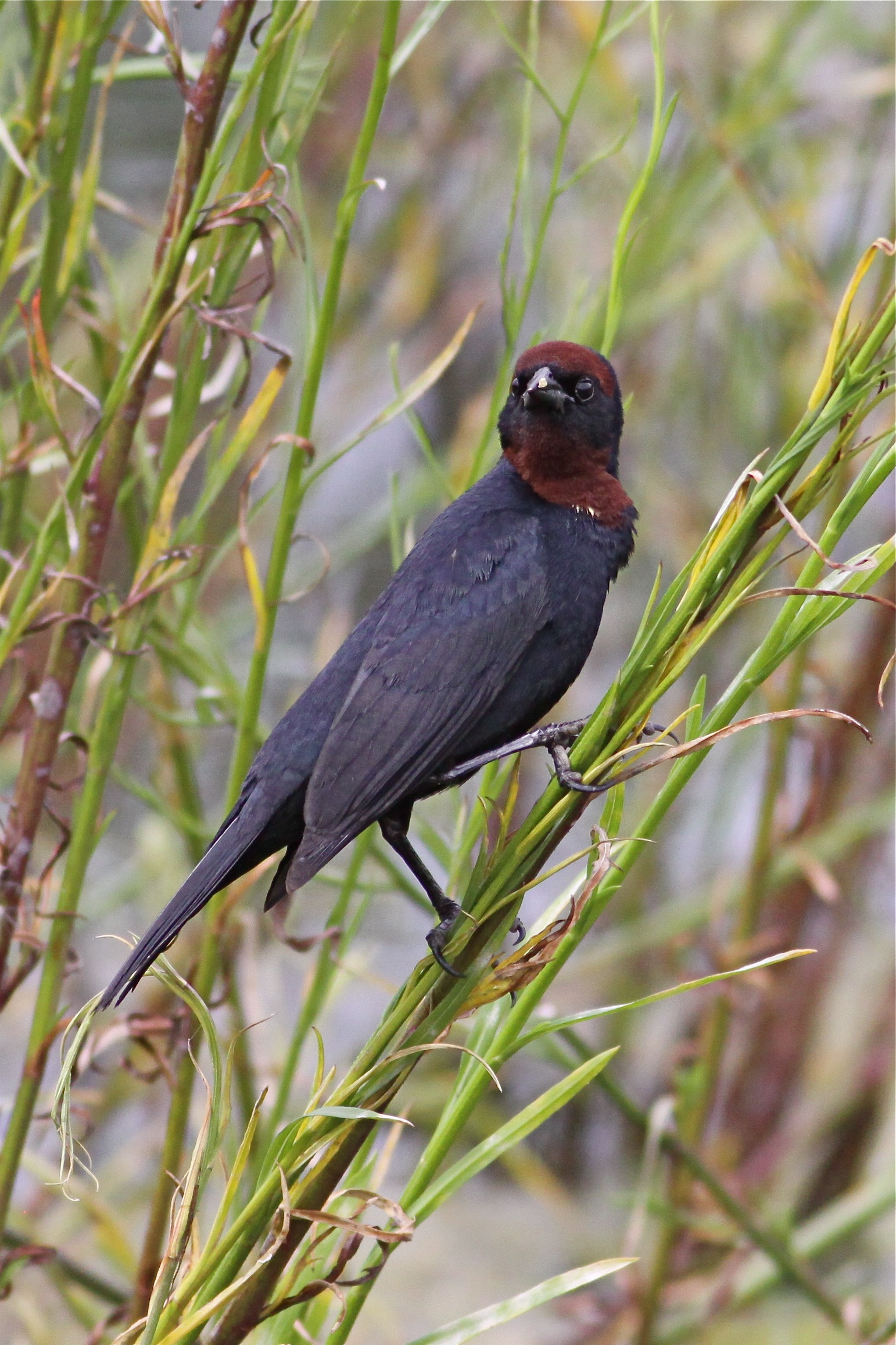
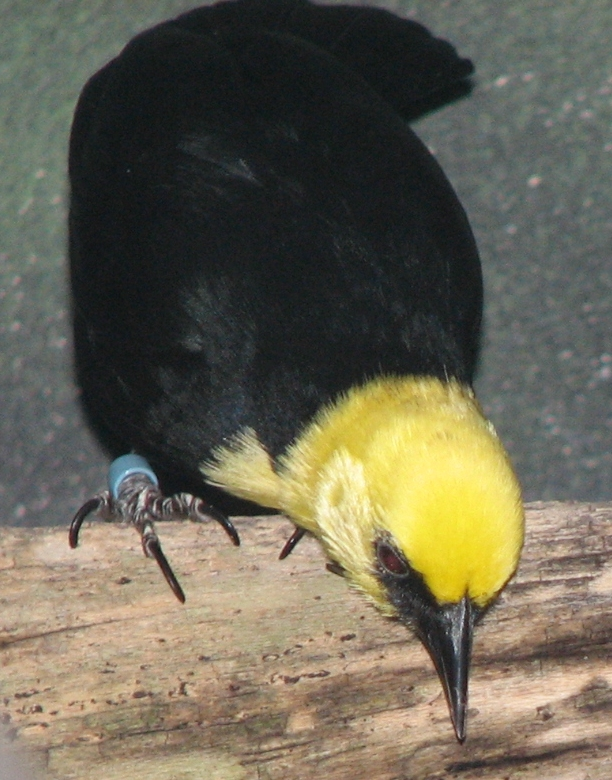